# Aussprachedatenbank des Österreichischen Deutsch
Die Aussprachedatenbank des Österreichischen Deutsch (Adaba) ist eine von Rudolf Muhr konzipierte und ausgeführte Sammlung von mehr als 70.000 Audiodateien zur Dokumentation der österreichischen Standardaussprache des Deutschen, die 2007 auf CD-ROM erschien und gemeinsam mit dem Österreichischen Aussprachewörterbuch vertrieben wurde. Sie ist bisher (Stand: 2023) das einzige publizierte Aussprachewörterbuch mitsamt -datenbank für österreichisches Deutsch und bildet neben dem Österreichischen Wörterbuch und ORF-internen Aussprachefibeln ein wesentliches Element der Binnenkodifizierung des österreichischen Deutsch.
Die Aussprachedatenbank ist auf der Website der Forschungsstelle Österreichisches Deutsch an der Universität Graz auch online verfügbar. Sie gibt die Aussprache von 42.000 Wörtern, ca. 2100 Familiennamen und aller ca. 2500 österreichischen Gemeindenamen an. Die mit 100 Modellsprechern aufgezeichneten Aufnahmen geben in aller Regel die Aussprache kontrastiv in österreichischem Hochdeutsch, bundesdeutschem Hochdeutsch und Schweizer Hochdeutsch an.